# セントアンドリューズ大聖堂 (ホノルル)
セント・アンドリューズ大聖堂（セント・アンドリューズだいせいどう、英語: St. Andrew's Cathedral, Honolulu）は、ハワイのオアフ島ホノルル市内の中心部に位置する大聖堂である。

## 歴史
ハワイ王国の国王カメハメハ5世の治世に建設が始まり、1886年に完成し、その後改修が1988年、1908年、1958年に行われている。現在は米国聖公会（Episcopal Church in the United States of America）の第8管区ハワイ教区の主教座聖堂である。
聖公会のハワイ布教は、カメハメハ4世大王の王妃エマが1862年に英国聖公会をハワイに招いて始まった。王朝最後のリリウオカラニ女王も熱心な聖公会信者で、「Queen's Prayer」という聖歌（賛美歌）を作り、これは今日でもハワイの教会でよく歌われる。

## 場所
この大聖堂はホノルルのダウンタウンの「ハワイ州都歴史地区」にあり、ハワイ州議会議事堂の斜め向かい、ハワイ州知事邸（Washington Place）の隣りにある。目抜き通りの南ベレタニア大通り（South Beretania Steet）に面しているが、住所表示は伝統的に
229 Queen Emma Square, Honolulu, Hawaii
を使っている。

## 付属施設その他
敷地内には、この大聖堂のほか、フィリピン人会衆のパーク・チャペル（Parke Chapel、会衆名はSt. Paul'sで、英語礼拝の他にイロカノ語礼拝がある）、付属の名門の女子校（St. Andrew's Priory School for Girls、幼稚園から高校まで）、それに教区の事務所もある。敷地のすぐ隣には、中国人会衆のセント・ピーターズ教会（St. Peter's Church、現在はすべて英語使用）もある。
近年、結婚式場としても日本人に人気がある。

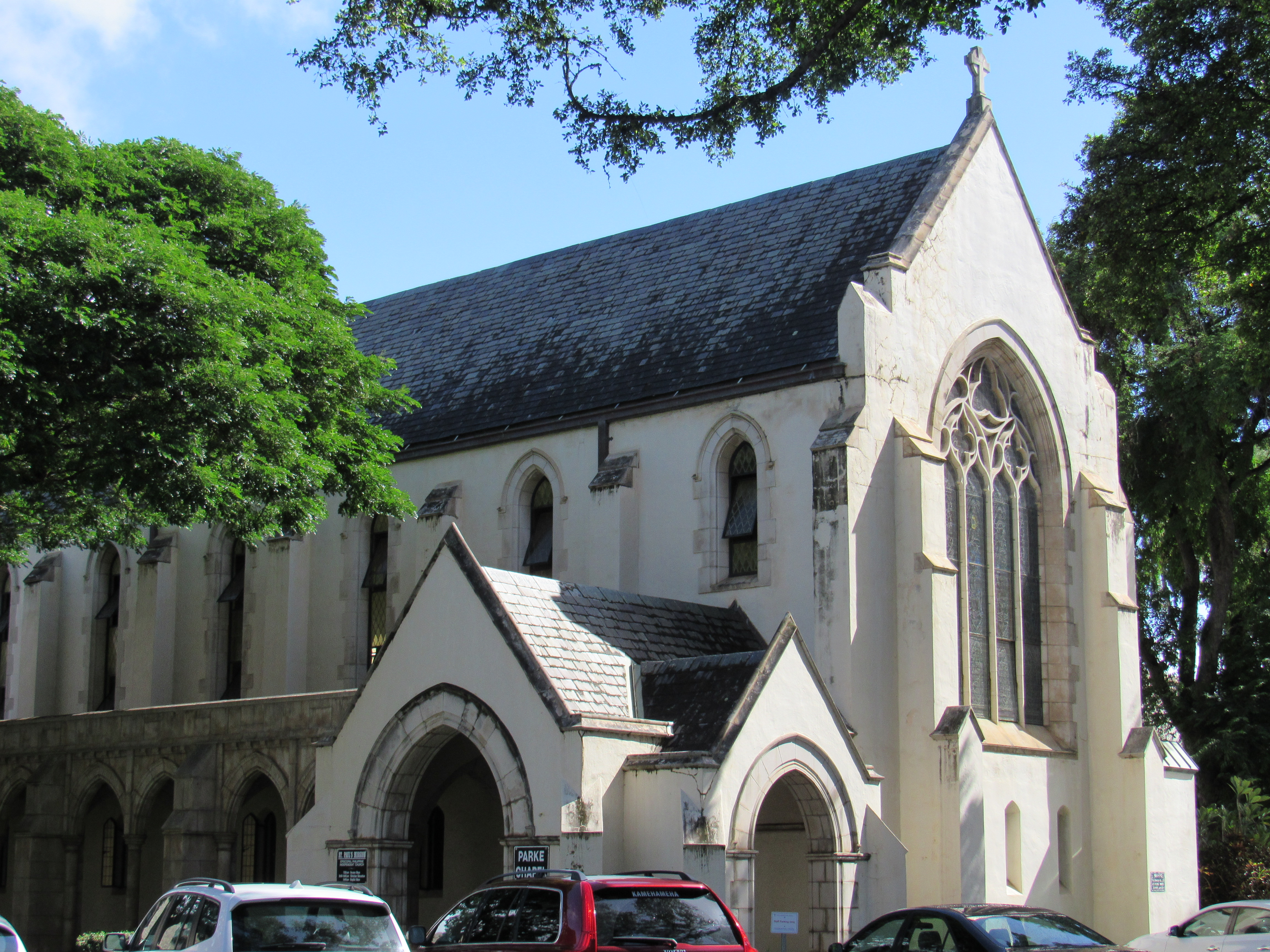
パーク・チャペル（Parke Chapel）